# Paisagem na Margem do Sena
Paisagem na Margem do Sena (em francês:  Paysage bord du Seine ou Paysage bords de Seine), é uma pintura a óleo sobre linho do pintor impressionista francês Pierre-Auguste Renoir data de 1879. A pintura foi roubada do Museu de Arte de Baltimore em 1951, reaparecendo em 2012.